# Humber (autoblindo)
La Humber Mk I era un veicolo corazzato prodotto in Gran Bretagna durante la seconda guerra mondiale. Questo mezzo sostituì la Humber Light Reconnaissance Car.

## Storia
La Humber Armoured Car era realizzata dalla Rootes ed in pratica era una combinazione del telaio del trattore di artiglieria Karrier KT4 sul quale era montato lo scafo corazzato della Guy Armoured Car. Il primo ordine per 500 esemplari venne emesso nel 1940. La produzione iniziò nel 1941 e si concluse nel 1945. In totale furono 5.400 gli esemplari prodotti, molte delle quali della versione Mk IV armata con un cannone da 37 mm.

## Impiego
Il primo impiego del veicolo in combattimento avvenne nel 1941 durante la campagna del Nord Africa con l'11° Ussari e altre unità dislocate su quel teatro operativo. Venne utilizzata, dopo lo sbarco in Normandia, nella campagna di Europa come veicolo da ricognizione delle divisioni corazzate britanniche.
Pochi veicoli furono utilizzati, con compiti di scorta e pattugliamento, lungo il cosiddetto corridoio iraniano attraverso il quale passavano i rifornimenti per l'Unione Sovietica.
Un esemplare della versione MK IV fu catturato dai tedeschi e impiegato dalla 9ª divisione Panzer delle SS ad Arnhem, durante i combattimenti dell'Operazione Market-Garden.
Esemplari di MK I e MK II risultano da alcune foto come prede belliche italiane in Africa Settentrionale.
Dopo la fine della Seconda guerra mondiale fu impiegata, nel 1948-1949, dall'Egitto. Altri veicoli furono utilizzati dalle forze armate di Cipro, Burma, Sri Lanka, Messico, Portogallo, Danimarca e Paesi Bassi. Molte furono utilizzate anche come bersagli nei poligoni militari.
Erano ancora in uso in qualche esercito di qualche paese dell'estremo oriente nei primi anni sessanta.
Circa 100 Humber Mk IV furono utilizzate, con armamento modificato nel tempo, fino alla fine agli anni sessanta dalla Polizia di Stato.
Alcune autoblindo Humber trovarono impiego anche nei "Gruppi Difesa" dell'Aeronautica Militare Italiana, restando in servizio sugli aeroporti della Difesa Aerea fino ai primi anni '80.
Attualmente un esemplare è conservato presso il Museo di Bovington, Gran Bretagna.

## Versioni

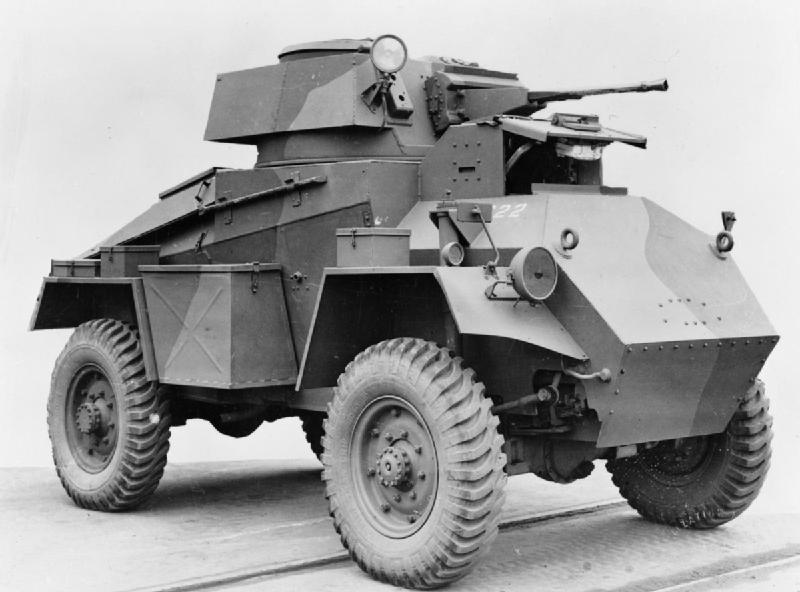
La Humber Mk I

- Mk I: Prima versione dotata di una mitragliatrice Besa da 7,92 mm e di una Besa da 15 mm. Lo scafo era quello della Guy Armoured Car. L'equipaggio era composto da tre soldati. Trecento gli esemplari costruiti.
  - Mk IIAA/Quad AA: versione della Mk I dotata di una torretta differente e armata con quattro mitragliatrici Besa da 7,92 mm con mirino antiaereo. Le armi potevano essere elevate fin quasi alla verticale. Il veicolo era pensato per fornire protezione antiaerea alle unità composte da autoblindo ma, data la supremazia aerea che gli alleati ottennero da un certo periodo del conflitto in poi, fu poco utilizzata.
- Mk II: versione con torretta chiusa e armata con una mitragliatrice. Altre migliorie introdotte in questa versione furono una migliore aerazione del motore, una parte anteriore ridisegnata con il visore del pilota ricavato nella zona superiore della piastra inclinata frontale. Prodotta in 440 esemplari.

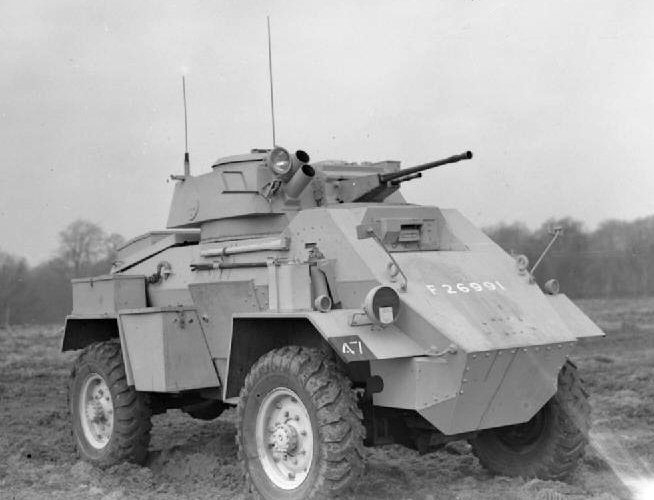
La Humber Mk II

- - Mk II OP: versione posto di osservazione della Mk II. Era armata con due mitragliatrici Besa da 7,92 mm.
- Mk III: versione simile nell'aspetto esterno alla Mk II ma dotata di una torretta più spaziosa. Era armata con due mitragliatrici Besa: una da 15 mm e una da 7,92 mm. L'equipaggio divenne di quattro uomini, perché era stato aggiunto un operatore radio che sollevava da questo compito il comandante del mezzo.
- Mk IV: versione equipaggiata con il cannone statunitense M5 o M6 da 37 mm al posto della mitragliatrice Besa da 15 mm. L'installazione di questa arma richiese di ridisegnare i portelli della torretta che, per ragioni di spazio, poteva ora ospitare solo due persone. Furono 2.000 le Mk IV prodotte.

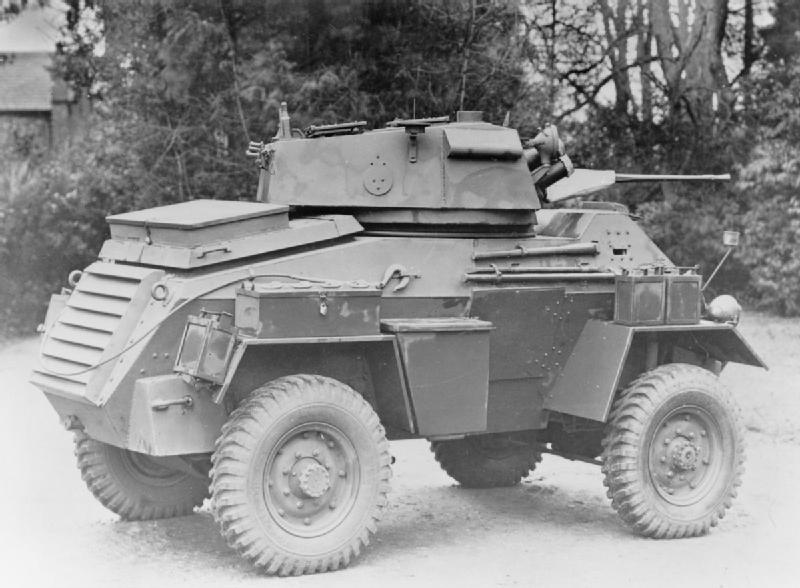
La Humber Mk III